# Gare de Saint-Pol-de-Léon
Gare de Saint-Pol-de-Léon – stacja kolejowa w Saint-Pol-de-Léon, w departamencie Finistère, w regionie Bretania, we Francji.
Została otwarta w 1883 przez Compagnie des chemins de fer de l'Ouest. Obecnie Jest przystankiem kolejowym Société nationale des chemins de fer français (SNCF), obsługiwanym przez pociągi TER Bretagne kursujące między Morlaix i Roscoff.

## Położenie
Znajduje się na wysokości 28 m n.p.m., na 21,582 km linii Moralix – Roscoff, pomiędzy stacjami Morlaix i Roscoff.